# Abaya

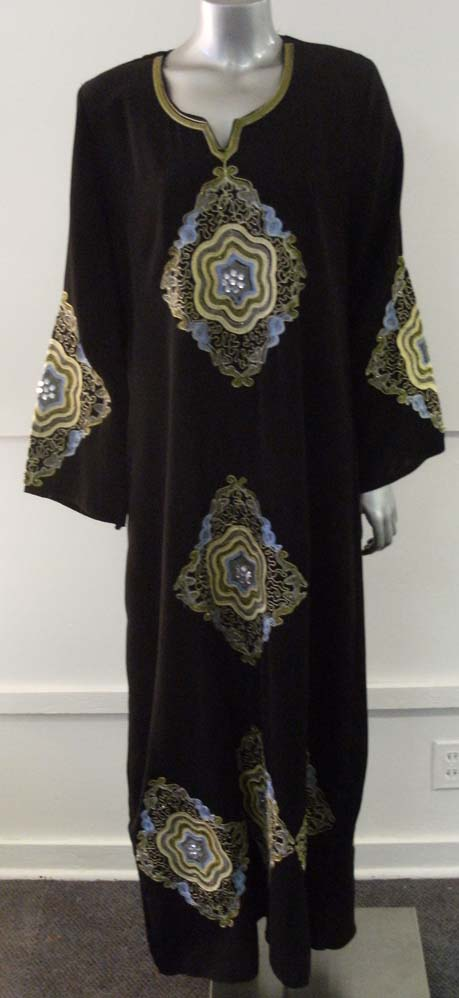
Eine Abaya

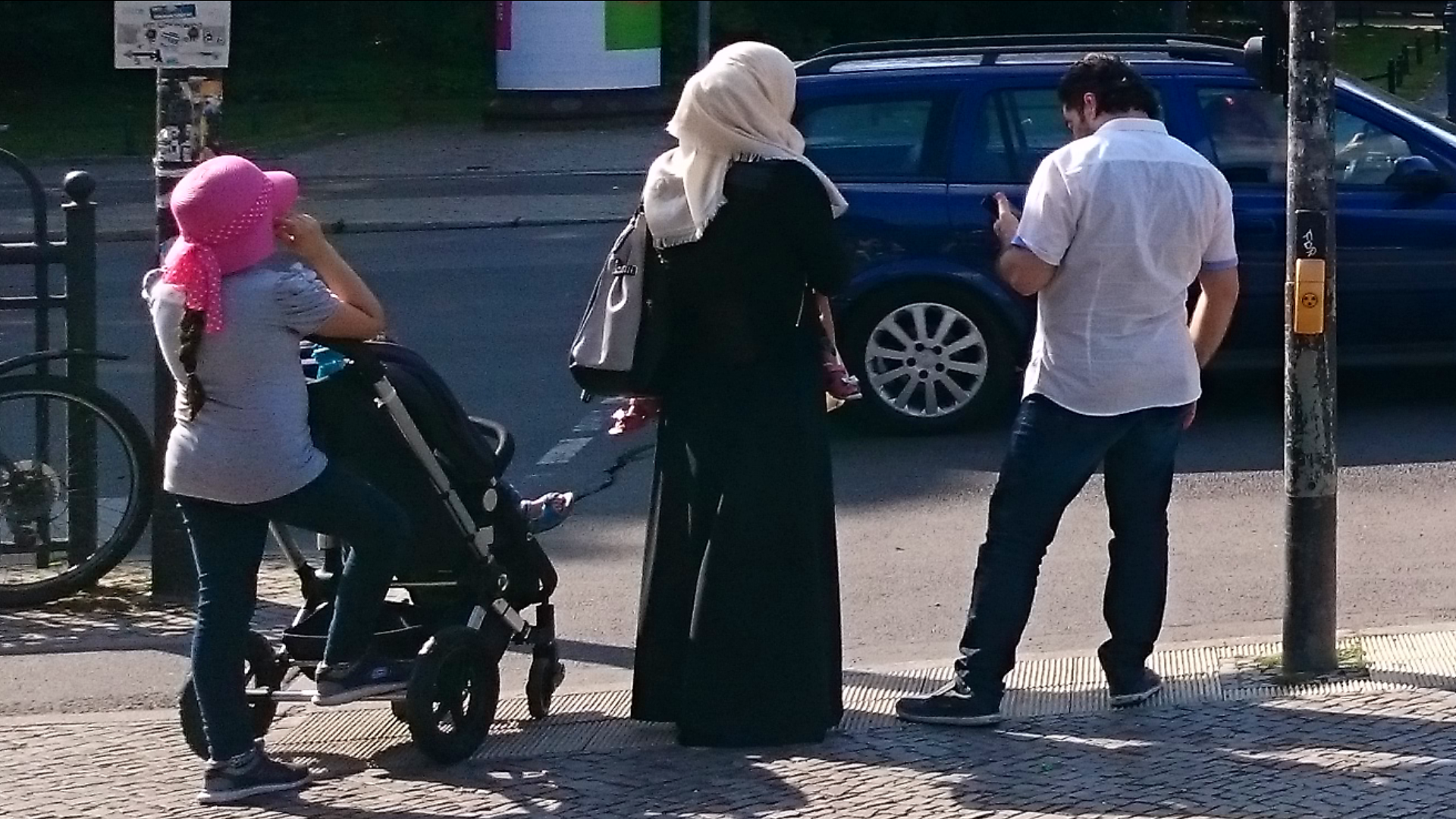
Islamische Familie in Berlin; Frau verschleiert, d. h. im Hidschab, hier mit Abaya und Kopftuch

Die Abaya oder Abajeh oder Abaja (arabisch عباية, DMG ʿabāya; auch عباءة Aba’a, DMG ʿabāʾa oder Aba) ist ein traditionelles Kleidungsstück für Frauen aus dem Nahen Osten und dem Maghreb.

## Beschreibung
Die Abaya ist eine Art Überkleid, das von Frauen über der normalen Kleidung getragen wird, wenn diese das Haus verlassen. Die Abaya wird praktisch immer mit einem Kopftuch, in einigen Regionen (vor allem Saudi-Arabien, Jemen, Oman, Kuwait, Katar, Vereinigte Arabische Emirate u. a.) mehr oder weniger häufig auch mit dem Gesichtsschleier Niqab kombiniert.
Je nach gesellschaftlichem und religiösem Umfeld kann die Abaya von einem sehr schlichten, sackartigen Kleid bis hin zu einem modischen und prunkvollen Gewand variieren. Sie bleibt dabei aber stets hochgeschlossen, langärmlig und fuß- bis bodenlang. Die dominierende Farbe im arabischen Raum ist Schwarz; in Indien, Pakistan und Indonesien sind andere, oft helle Farben weit häufiger zu sehen. Gelegentlich wird auch der von Männern getragene Bischt oder Qamis als „Abaya“ oder „männliche Abaya“ bezeichnet.

## Vorschriften
In einigen sehr wenigen Ländern der Welt wie im Jemen ist das Tragen der Abaya in der Öffentlichkeit gesetzliche Pflicht. Im März 2018 verkündete hingegen der saudi-arabische Kronprinz Mohammed bin Salman, dass künftig Frauen nicht zum Tragen einer Abaya in der Öffentlichkeit verpflichtet seien. Die Pflicht zu einer Verschleierung in Saudi-Arabien solle entfallen und den Frauen solle eine dezente und respektvolle Kleidung freigestellt sein, wobei aber die Bedeckung des Kopfhaares weiterhin gesetzliche Pflicht für die Frauen sei. Ein offizielles Gesetz hierzu hat es allerdings nie gegeben, obschon eine Mehrheit der Bevölkerung davon ebenso ausging wie von einem Fahrverbot für die Frau.
Ende August 2023 erließ Frankreichs Bildungsminister Gabriel Attal ein Verbot des Tragens der Abaya in öffentlichen Schulen mit Wirkung vom Schuljahresbeginn am 4. September 2023.
Seit 2004 sind in den Schulen des Landes auffällige religiöse Symbole verboten. Kurz nach Beginn des Schuljahres 2023/24 befasste sich auf Eilantrag einer muslimischen Organisation der französische Staatsrat (Conseil d’État) als oberstes Verwaltungsgericht des Landes mit der Rechtmäßigkeit des Verbots. Dieser hat das Verbot langer Gewänder an den Schulen des Landes jedoch bestätigt. Das Tragen einer Abaya folge der Logik des religiösen Bekenntnisses, hieß es in der Erklärung eines Richters des höchsten Verwaltungsgerichts Frankreichs. Dessen Entscheidung gründe auf dem französischen Recht, welches keinerlei sichtbare religiösen Zeichen an Schulen zulässt. Die klagende Organisation rief in der Sache auch die Ombudsfrau für Bürger- und Menschenrechte (Défenseure des droits), Claire Hédon, an.